# 2618 Coonabarabran
2618 Coonabarabran eller 1979 MX2 är en asteroid i huvudbältet som upptäcktes den 25 juni 1979 av de båda amerikanska astronomerna Eleanor F. Helin och Schelte J. Bus vid Siding Spring-observatoriet. Den är uppkallad efter orten Coonabarabran vid vilken Siding Spring-observatoriet är placerat.
Asteroiden har en diameter på ungefär 12 kilometer och den tillhör asteroidgruppen Eos.